# Socha Martina Schongauera
Socha Martina Schongauera je památník ve městě Colmar, ve francouzském departementu Haut-Rhin. Byla vytvořena v roce 1863 Bartholdim. Stojí v rue Unterlinden v Colmaru, před muzeem Unterlinden .
4. října 1857 Schongauerova společnost zadala zakázku na sochu na památku Martina Schongauera (Colmar 1450 - Breisach 1491), malíře a rytce. Původně se projekt sestával z podstavce ve tvaru fontány doprovázeného čtyřmi alegorickými postavami: zlatotepectví, leptání, malířství a studie. Socha, z růžového pískovce, stála sama na vrcholku.
Tento set byl demontován v roce 1958 a alegorické postavy dány do Bartholdiho muzea. Socha byla přemístěna v roce 1991 před kapli Unterlinden.